# Svenska podcastpriset
Svenska podcastpriset (tidigare Svenska podradiopriset) var ett pris som delades ut årligen 2006–2016 till Sveriges bästa poddradio. Vinnarna utsågs av lyssnarna genom en omröstning, och administrerades av designbyrån Daytona. År 2014 avlades sammanlagt 56995 röster, och 2015 avlades drygt 120.000 röster i finalen.
Under de första åren var Sveriges Radios poddsändningar mycket dominerande, även om amatörpoddar vann redan 2007, men 2012 då tävlingen anordnades för sjunde året i rad var SR nästan inte med alls. 2013 var 86 poddar nominerade till Sveriges bästa podcast..
Sedan upplagan 2016 har poddpriset inte längre delats ut och ingen information finns om prisets framtid.

## Vinnare
P3 Dokumentär har vunnit sju gånger, lika många som Mammas nya kille, också i P3, som hann vinna 7 priser innan det lade ner 2011. Samma år tog Filip & Fredrik storslam med tre priser, men fick året efter konkurrens från Alex & Sigge, som 2012 vann Bästa svenska kanal och Bästa originalkanal med Filip & Fredrik hack i häl. Vid nomineringen av Bästa kultur och nöje var det ombytta roller och Filip & Fredrik tog hem segern med Alex & Sigge i hasorna. Samma år vann Kristoffer Triumfs podcast "Värvet" Bästa amatörkanal och "Till slut kommer någon att skratta" med Soran Ismail i spetsen tog över stafettpinnen i kategorin Bästa humor. 2014 vann Alex Schulman och Sigge Eklund för tredje året i rad Sveriges bästa podcast, tätt före Tack För Kaffet Podcast och har nu totalt sex priser, två fler än Filip & Fredrik, Spelradion, Slashat och PSL som har fyra vardera. 2014 vann Tack För Kaffet Podcast även "Bästa humor". 

## Samtliga pristagare

### Vinnare 2006–2014
| Kategori: Bästa... | Musik                 | Teknik och vetenskap     | Humor               | Kultur och nöje          | Nyheter, samhälle och ekonomi | Livsstil              | Sport                           | Sveriges bästa podcast   |
| ------------------ | --------------------- | ------------------------ | ------------------- | ------------------------ | ----------------------------- | --------------------- | ------------------------------- | ------------------------ |
| 2014               | AVICII Levels podcast | Institutet               | Tack för kaffet     | Värvet                   | P3 Dokumentär                 | Alex & Sigges podcast | Heja Sverige - en landslagspodd | Alex & Sigges podcast    |
| 2013               | AVICII Levels podcast | Slashat                  | TSKNAS              | Alex & Sigges podcast    | P3 Dokumentär                 | c/o Hannah & Amanda   | Difpodden                       | Alex & Sigges podcast    |
| Kategori: Bästa... | Musik                 | Teknik och vetenskap     | Humor               | Kultur och nöje          | Nyheter, samhälle och ekonomi | Bästa amatörkanal     | Bästa originalkanal             | Bästa svenska kanal      |
| 2012               | PSL                   | Slashat                  | TSKNAS              | Filip & Fredriks podcast | Humanistpodden                | Värvet                | Alex & Sigges podcast           | Alex & Sigges podcast    |
| 2011               | PSL                   | Skeptikerpodden          | P3 Mammas nya kille | Filip & Fredriks podcast | P3 Dokumentär                 | Skeptikerpodden       | Filip & Fredriks podcast        | Filip & Fredriks podcast |
| 2010               | PSL                   | Slashat                  | P3 Mammas nya kille | RadioGamer               | P3 Dokumentär                 | Slashat               | Dagens Juridik                  | P3 Mammas nya kille      |
| 2009               | PSL                   | Macradion                | P3 Mammas nya kille | Spelradion               | P3 Dokumentär                 | Macradion             | Macradion                       | P3 Mammas nya kille      |
| 2008               | dagensskiva.com       | What's Next in New Media | P3 Mammas nya kille | Spelradion               | P3 Dokumentär                 | Spelradion            | Spelradion                      | P3 Mammas nya kille      |
| 2007               | Discobelle.net        | The Nerd Herd            | X3M Radio Pleppo    | P3 Dokumentär            | DN På Stan                    | Discobelle.net        | Discobelle.net                  | X3M Radio Pleppo         |
| 2006               | dagensskiva.com       | P1 Vetenskapsradion      | X3M Radio Pleppo    | Film.nu TV               | SVT Rapport                   |                       |                                 | X3M Radio Pleppo         |

### Vinnare 2015–2016
| 2015                          | 2015                              | 2016                       | 2016                    |
| Kategori                      | Vinnare                           | Kategori                   | Vinnare                 |
| ----------------------------- | --------------------------------- | -------------------------- | ----------------------- |
| Sveriges bästa podcast        | Alex & Sigges podcast             | Årets podcast              | P3 Dokumentär           |
| Nyheter, samhälle och ekonomi | Historiepodden                    | Nyheter och politik        | P3 Dokumentär           |
| Nyheter, samhälle och ekonomi | Historiepodden                    | Samhälle och kultur        | Rättegångspodden        |
| Nyheter, samhälle och ekonomi | Historiepodden                    | Ekonomi och näringsliv     | #pratapengar            |
| Teknik och vetenskap          | Institutet                        | Teknologi                  | En podd om teknik       |
| Teknik och vetenskap          | Institutet                        | Vetenskap och medicin      | Språket i P1            |
| Humor                         | Alex & Sigges podcast             | Komedi och underhållning   | Wahlgren & Wistam       |
| Kultur och nöje               | Värvet                            | TV och film                | Nörden & Jag            |
| Kultur och nöje               | Värvet                            | Musik                      | Hemma hos Strage        |
| Livsstil                      | Fredagspodden med Hannah & Amanda | Konst och livsstil         | Veckans bläcka!         |
| Livsstil                      | Fredagspodden med Hannah & Amanda | Hälsa                      | Styrkelabbet            |
| Livsstil                      | Fredagspodden med Hannah & Amanda | Barn och familj            | Förlossningspodden      |
| Sport                         | Della sport                       | Sport och fritid           | Viasat Motors F1-podd   |
| Sport                         | Della sport                       | Spel och hobby             | [NÖRD:IGT]              |
| Underhållare                  | Filip & Fredriks podcast          | Utbildning                 | Historiepodden          |
| Dokumentär                    | P3 Dokumentär                     | Religion och andlighet     | Filosofiska rummet i P1 |
| Förnyare /inspiratör          | I AM Persbrandt                   | Myndighet och organisation | WWF Dokumentär          |
| Nykomling                     | BRA SNACK                         | Årets nykomling            | Mordpodden              |